# Bartolomé Moner Eguía

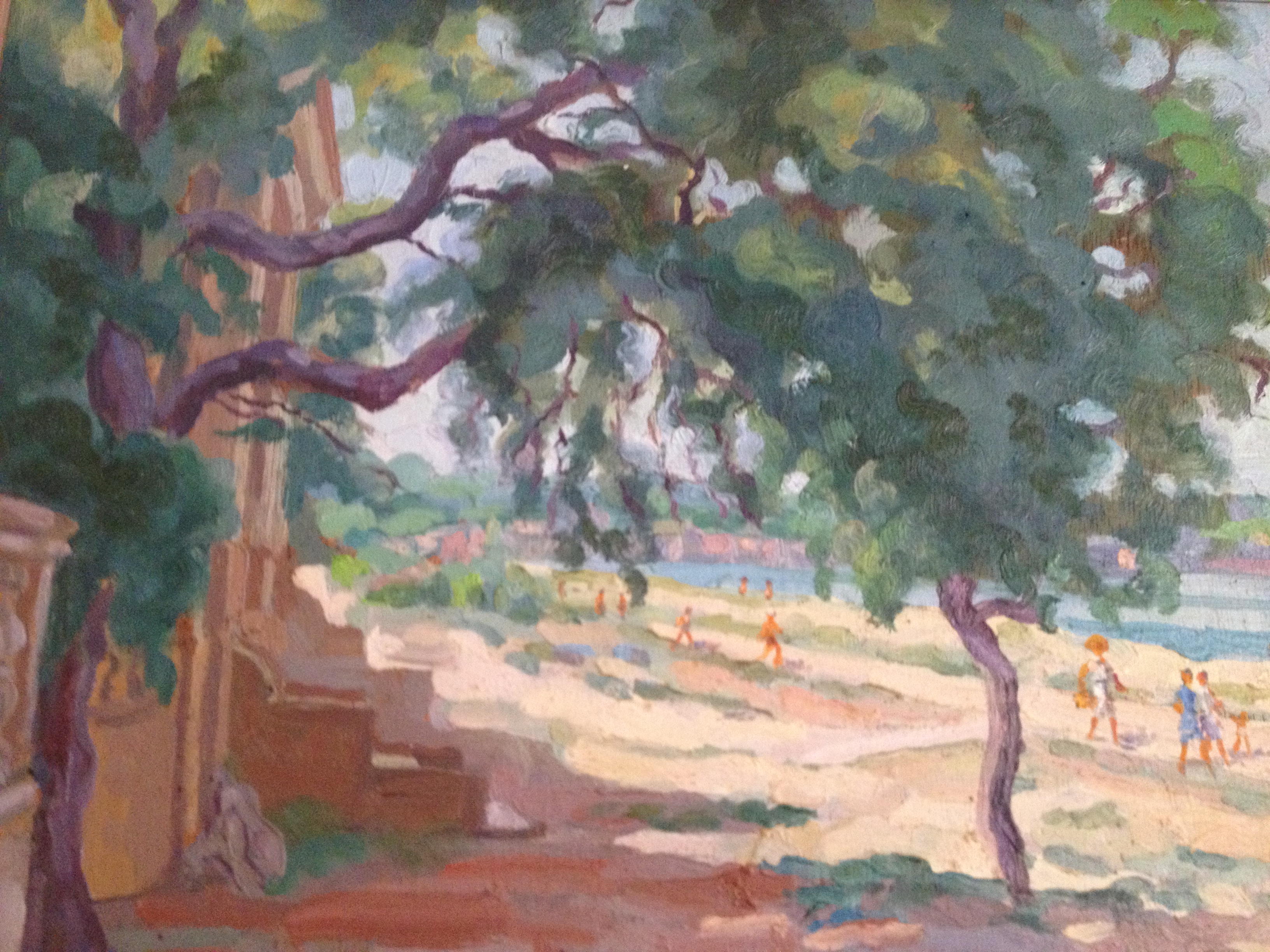
«Las Casas de Moner» óleo de Pedro Barcelo (pintor)

Bartomeu Moner Eguía va ser un empresari i polític balear que va participar en la creació de la societat «Tramvia Arenal» l'objectiu de tenir la concessió per prolongar la línia de tramvia de Palma fins al Coll d'en Rabassa. També va ser un gran inversor a la urbanització de Platja de Palma on va construir tres xalets per als seus fills. El 1953, va vendre la seva casa per a la construcció de l'Hotel San Francisco (avui Riu San Francisco), un dels primers hotels a Platja de Palma. Moner va ser a més president de la Patronal i cofundador del Partit Conservador a les Balears el 1931.
Moner, el 1921 amb Lorenzo Roses Siragusa, Juan Delgado Otaolaurruchi, José Fontirroig Ramis, D. Pedro Bosch Oliver, Bernat Ripoll Llompart, Bartolomé Riutort Sabater, Fernando Alzamora Gomà, Pedro M. Estrany Mateu i altres. Constitueixen la societat "Tramvia Arenal" amb l'objectiu que se'ls concedís la concessió de la prolongació de la línia Palma fins Coll d'en Rabassa. Una línia des del Es Coll d'en Rabassa fins L'Arenal. En la societat "Tramvia de l'Arenal" el president va ser Lorenzo Roses Siragusa, Juan Delgado Otaolaurruchi, vicepresident, José Fontirroig Ramis director, vocals D. Pedro Bosch Oliver, Bartomeu Moner Eguía, Bernardo Ripoll Llompart, Bartolomé Riutort Sabater, Pedro M. Estrany Mateu i altres. Tots ells eren propietaris de finques i parcel·les de la platja que descontents amb el traçat de la línia de Santanyí volien millorar les comunicacions.
Bartolomé Moner Eguia, va ser un dels grans inversors a la urbanització de Platja de Palma. Al costat del seu germà Miguel, va comprar el 1913 la macro illeta mixta, la número 8 a de Platja de Palma i una gran porció dels franciscans del Tercer Orde Regular de Sant Francesc, que havien estat part de la pineda de Son Sunyer.
Amb l'objectiu d'incentivar la construcció d'habitatges, va construir a les cases de Moner. Les Cases de Moner consistien en tres xalets que possiblement va projectar ell mateix en estil neoclàssic. Aquests xalets estaven destinats als seus fills Matilde, Miguel i Antonia, es van construir successivament en els anys 1924, 1926 i 1928, les cases de Moner van ser durant gairebé treina anys les úniques edificacions de la platja per això es van convertir en referència per a tots els residents i visitants. En Platja de Palma fins a 1930 només hi havia cases com les de Moner no hi havia grans edificis. Sobretot les cases estaven en primera línia.
Miguel Moner, uns dels fills de Bartomeu Moner promotors de la urbanització de Plama de Palma, havia venut el 1953 la seva casa sobre la qual es va construir l'Hotel Los Angeles. Després va vendre la seva germana Matilde per ampliar l'hotel, la tercera germana Antonia va traslladar el seu lloc d'estiueig ja que no era una zona tranquil·la, molts ciutadans que havia triat Platja de Palma com a lloc d'estiueig la van abandonar ja que no era tan tranquil·la. Amb aquest procés els turistes passen a ocupar dels residents i les cases d'estiueig es converteixen en hotels.
El 1953 l'Hotel Los Angeles canvia de nom a Hotel San Francisco un any després es ven l'hotel a Joan Riu i l'hotel passa a dir Riu San Francisco de la empresa Riu Hotels fins a l'actualitat.
Bartolome Moner havia estat nomenat president de la Patronal a 1921 i cofundat el Partit Conservador a les Balears el 1931.
La seva filla Matilde Moner se va casar amb Pedro Barcelo (pintor). El seu net va ésser Josep Barceló Moner i María Carbonero Barceló besneta.